# Miti
Miti – wieś położona w estońskiej gminie Otepää.
Według spisu ludności z 2021 roku wieś Miti miała 19 mieszkańców.

## Geografia

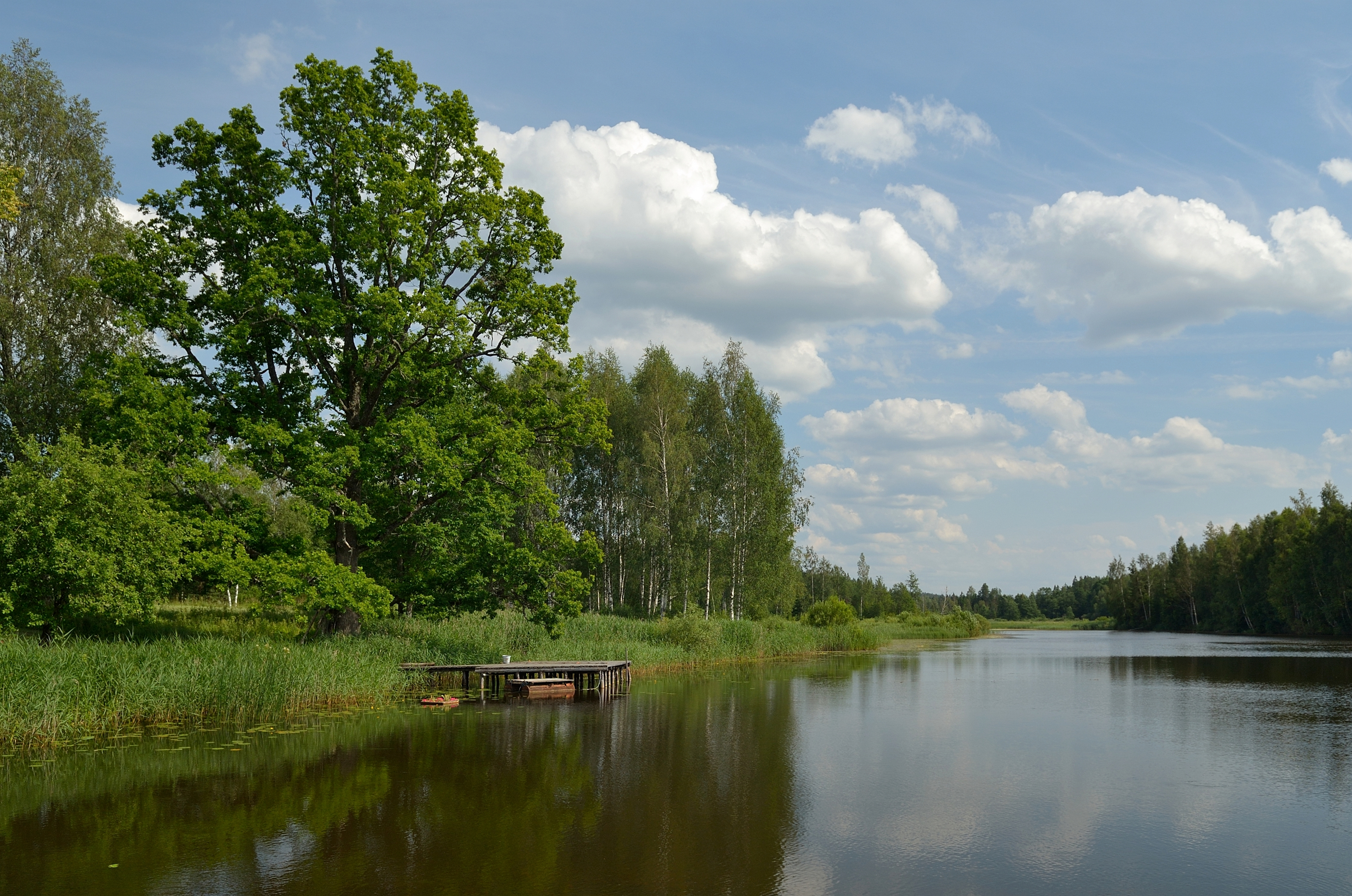
Jezioro Palu

Na terytorium wsi znajduje się jezioro Palu.